# Nikolaus Jung (Politiker, 1852)

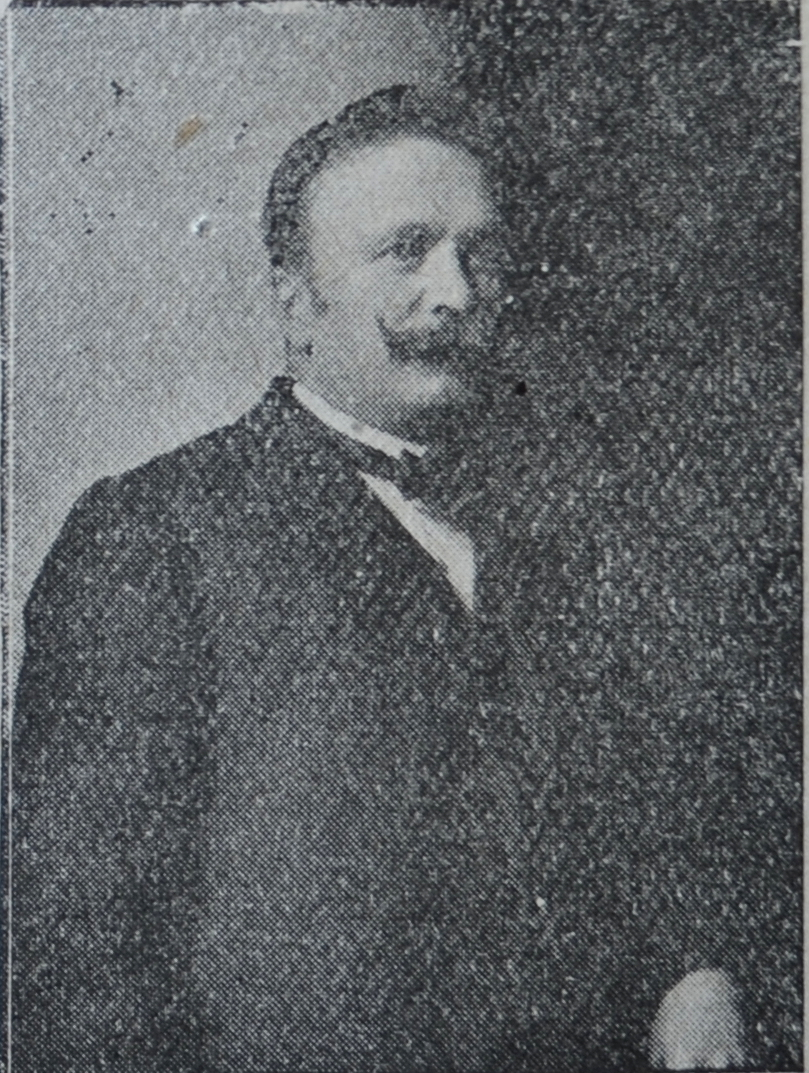
Nikolaus Jung, 1911

Nikolaus Jung, französisch Nicolas Jung (* 17. September 1852 in Rüttgen; † nach 1924) war ein Lehrer und Politiker. Er war Mitglied der zweiten Kammer des Landtags des Reichslandes Elsaß-Lothringen und Bürgermeister von Metz.
Nikolaus Jung, der katholischer Konfession war, besuchte 1872 bis 1874 das Lehrerseminar in Metz, und war 1874 bis 1877 Lehrer an Metzer Volksschulen, 1877 bis 1880 Lehrer an Mittelschulen und ab 1880 Realschullehrer an der Oberrealschule Metz.
Ab 1901 war er Mitglied des Gemeinderates, ab 1907 Beigeordneter und ab 1908 Mitglied des Bezirkstages. 1908 bis 1911 gehörte er dem Landesausschuss an. Bei der ersten (und einzigen) Wahl zum Landtag trat er im Wahlkreis Metz II als unabhängiger Kandidat mit Unterstützung der Lothringer Partei an. Im Ersten Wahlgang wurden im Wahlkreis von den 4.663 Stimmberechtigten 3.553 Stimmen abgegeben. Auf Jung entfielen 1.131, auf den liberalen Kandidaten Hoff 935, auf den Zentrumspolitiker Dr. Ernst 811 und den Sozialdemokraten Mischle 636 Stimmen. In der Stichwahl erhielt Jung 2.053 der 3629 abgegebenen Stimmen und setzte sich gegen Hoff durch, der 1.550 Stimmen erhielt.
Jung war Leiter der offenen Armenpflege, Mitglied der Verwaltungskommission der Zivilhospize und Verwalter des Krankenhauses Bon-Secours.
Vom 10. Juni 1922 bis 26. April 1924 war er Bürgermeister von Metz. Die Rue Nicolas Jung in Metz ist nach ihm benannt.